# Lathropatus nemorum
Lathropatus nemorum är en klomaskart som beskrevs av Reid 2000. Lathropatus nemorum ingår i släktet Lathropatus och familjen Peripatopsidae. Inga underarter finns listade i Catalogue of Life.